# 斯韋特蘭娜·潘克拉托娃
斯韋特蘭娜·潘克拉托娃（拉丁化：Svetlana Pankratova，1971年—），俄羅斯伏爾加格勒女性，世界上最長腿女子的健力士世界紀錄保持者（直至2008年9月）。她腿長132厘米（4呎3.9吋），身高196厘米（6呎5吋）。桑迪·艾倫身高232厘米（7呎7.25吋）在1976－2008年間是世界上最高的女人（她於2008年逝世），但她的腿仍不及身高只有196厘米的潘克拉托娃長。

## 2009年版《健力士世界紀錄大全》
2008年9月16日，她和世界上最矮男人的健力士世界紀錄保持者（直至2008年9月）何平平（中國內蒙古人）在英國英格蘭大倫敦西敏市特拉法加廣場為2009年版的《健力士世界紀錄大全》宣傳，吸引很多途人圍觀。在宣傳活動裡，斯韋特蘭娜·潘克拉托娃穿起高跟鞋站在梯級上，身高只有73厘米（2呎5吋）的何平平坐在7本橫放疊高的2009年版《健力士世界紀錄大全》上，置身於她雙腿中。何平平坐著時，頭頂連她的膝蓋也高不過。